# Bas-Intyamon

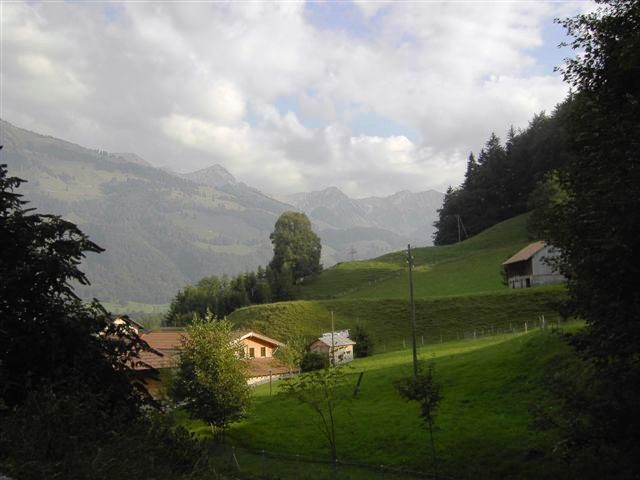
Bas-Intyamon

Bas-Intyamon is een gemeente en plaats in het Zwitserse kanton Fribourg, en maakt deel uit van het district Gruyère.
Bas-Intyamon telt 1.387 inwoners.